# Livio Bieler
Livio Bieler (* 15. April 1993 in Bonaduz) ist ein ehemaliger Schweizer Skilangläufer.

## Werdegang
Bieler, der für die Gardes-frontière startete, nahm von 2011 bis 2013 an U20-Rennen im Skilanglauf-Alpencup teil. Dabei belegte er in der Saison 2011/12 den siebten und in der Saison 2012/13 den fünften Platz in der Gesamtwertung. Beim Europäischen Olympischen Winter-Jugendfestival 2011 in Liberec errang er den 43. Platz über 10 km klassisch, den 41. Platz im Sprint und den 24. Platz über 7,5 km Freistil. Im folgenden Jahr kam er bei den Nordischen Junioren-Skiweltmeisterschaften in Erzurum auf den 20. Platz über 10 km klassisch, auf den 16. Rang im Skiathlon und auf den neunten Platz mit der Staffel. Seit der Saison 2013/14 nahm er vorwiegend an Wettbewerben im Skilanglauf-Alpencup teil. Dabei erreichte er im Februar 2015 in Campra mit dem neunten Platz über 15 km klassisch seine erste Top-10-Platzierung. Bei den U23-Weltmeisterschaften 2014 im Val di Fiemme gelang ihm der 46. Platz über 15 km klassisch und der 38. Platz im Skiathlon.
Im Skilanglauf-Weltcup debütierte er im Dezember 2014 in Davos und belegte dabei den 85. Platz im Sprint und den 57. Platz über 15 km klassisch. Bei den U23-Weltmeisterschaften 2015 in Almaty errang er den 20. Platz im Sprint und den 17. Rang im Skiathlon. Im folgenden Jahr kam er bei den U23-Weltmeisterschaften 2016 in Rasnov jeweils auf den 22. Platz im Sprint und über 15 km klassisch. Bei den Schweizer Meisterschaften 2016 gewann er die Bronzemedaille über 15 km klassisch und die Silbermedaille in der anschliessenden Verfolgung. Mit der Staffel von Gardes-frontière wurde er Schweizer Meister. Im Februar 2017 holte er in Pyeongchang mit dem 14. Platz im Skiathlon seine ersten Weltcuppunkte. Dies war zugleich seine beste Einzelplatzierung im Weltcup. Bei den Schweizer Meisterschaften 2017 in Val Müstair wurde er Dritter in der Verfolgung. Im Februar 2019 wurde er in Engelberg Schweizer Meister in der Verfolgung. Im folgenden Jahr belegte er bei den Schweizer Meisterschaften in Realp den dritten Platz in der Verfolgung und den ersten Rang über 15 km klassisch. In seiner letzten Saison 2020/21 wurde er in der Verfolgung in Sedrun nochmals Schweizer Meister und lief im Engadin seine letzten Weltcuprennen, die er auf dem 57. Platz im 15-km-Massenstartrennen und auf dem 60. Rang in der Verfolgung beendete. Nach der Saison 2020/21 beendete er seine Karriere.

## Medaillen bei nationalen Meisterschaften
- 2016: Gold mit der Staffel, Silber in der Verfolgung, Bronze über 15 km
- 2017: Bronze in der Verfolgung
- 2018: Gold mit der Staffel, Silber in der Verfolgung, Silber über 15 km
- 2019: Gold in der Verfolgung, Silber über 15 km
- 2020: Gold über 15 km, Bronze in der Verfolgung
- 2021: Gold in der Verfolgung, Bronze über 15 km